# Gröden (Brandenburg)
Gröden er en kommune i landkreis Elbe-Elster i den tyske delstat Brandenburg ca. 50 km nord for den sachsiske hovedstad Dresden. Byen er beliggende i den sydlige del af området Schraden og er administrationsby for Amt Schradenland. I den sydlige del ved grænsen til Sachsen er det højeste topografiske punkt i Brandenburg kaldet Heidehöhe (201,4 moh.).
- Wikimedia Commons har flere filer relateret til Gröden (Brandenburg)